# Jesús Moré
Jesús Moré (Ciudad de México; 8 de marzo de 1979) es un actor mexicano que actualmente radica en los Estados Unidos.  Está egresado del Centro de Educación Artística de Televisa del año 2007, comenzó su carrera haciendo papeles recurrentes en varias telenovelas de Televisa. Se dio a conocer gracias a la serie de Telemundo de El Señor de los Cielos, donde interpreta a Omar Terán.

## Filmografía
| Año       | Título                      | Personaje                    | Notas                                |
| --------- | --------------------------- | ---------------------------- | ------------------------------------ |
| 2007      | ¿Y ahora qué hago?          | Director                     | Episodio: "Crisis de la edad adulta" |
| 2008–2009 | Cuidado con el ángel        | Vicente                      | 72 episodios                         |
| 2009–2010 | Camaleones                  | Enrique García Rivero        | 112 episodios                        |
| 2010–2011 | Cuando me enamoro           | Diego Lara                   | 22 episodios                         |
| 2011      | La fuerza del destino       | Carlos Orozco                | 14 episodios                         |
| 2012–2014 | Como dice el dicho          | Joaco / Luis                 | 2 episodios                          |
| 2013      | Durmiendo con mi jefe       | Adrián Urrutia               | 18 episodios                         |
| 2013      | La mujer del Vendaval       | Miguel                       | 14 episodios                         |
| 2013      | De que te quiero, te quiero | Oliverio                     | 21 episodios                         |
| 2015–2018 | El Señor de los Cielos      | Omar Terán                   | 326 episodios (temp. 3-6)            |
| 2016      | Entre dos                   | Él mismo de invitado         | Episodio: "Soap Opera Star"          |
| 2016      | El Chema                    | Omar Terán                   | 4 episodios                          |
| 2017      | La fan                      | Franco Villar                | 3 episodios                          |
| 2017      | Milagros de Navidad         | Ronald                       | Episodio: "Perra Navidad"            |
| 2021      | La suerte de Loli           | Salvador Bravo "El renegado" | Rol principal                        |
| 2022      | El último rey               | Gerardo Fernández            | Rol principal.                       |
| 2023      | Top Chef VIP                | El mismo                     | Concursante                          |
| 2024      | El amor no tiene receta     | Humberto Villa de Cortés     | Rol principal                        |
| 2025      | La jefa                     | Mauricio Domínguez           |                                      |